# Elecciones generales de Uruguay de 1938
Las elecciones de 1938 llevadas a cabo en Uruguay el 27 de marzo de dicho año, tenían como propósito la elección del gobierno nacional, y de todos los miembros del Poder Legislativo.

## Generalidades
De acuerdo con la Constitución de 1934 instalada durante la dictadura de Gabriel Terra se votaron los cargos de Presidente y Vicepresidente. 
En esta elección, al igual que en otros comicios realizados por la dictadura, sectores opositores al régimen dictatorial: como los batllistas y nacionalistas independientes. A fines del año anterior a esta elección, en 1937, se reabrió en estos sectores la discusión sobre qué actitud adoptar ante las elecciones. Los nacionalistas independientes ratificaron su estrategia de abstención electoral, mientras que los batllistas desarrollaron una larga discusión a lo largo de veinte sesiones de su Convención. El 26 de febrero de 1938, 387 convencionales apoyaron la abstención contra 257 que proponían volver a participar del proceso electoral, ganando la abstención de este sector colorado.
Dicha abstención de las fuerzas opositoras en el Partido Colorado favoreció la diferenciación entre los sectores terristas que se pugnaban la sucesión. La corriente más próxima a Terra y su régimen propuso como candidato presidencial a su consuegro, Eduardo Blanco Acevedo, ministro de Salud Pública luego del golpe de 1933 y senador desde 1936. Por el otro lado, los sectores más proclives a la apertura del régimen apoyaron al cuñado del presidente, Alfredo Baldomir, militar y arquitecto, exjefe de la Policía de Montevideo en 1933 y ministro de Defensa entre 1934 y 1936.
Dentro del coloradismo, Baldomir derrotó a Blanco Acevedo por una distancia de 55% frente a 45%. En los años siguientes, el "blancoacevedismo" agruparía gran parte de los sectores conservadores del Partido Colorado, mientras que el baldomirismo cumpliría un rol determinante en la transición del régimen tras el "golpe bueno" y la instauración de la Constitución de 1942.
Nuevamente hubo un triunfo electoral del Partido Colorado; la fórmula ganadora, Alfredo Baldomir-César Charlone, asumió el 19 de junio de 1938. En su discurso inaugural afirmó: "en esta hora nuevamente se habla de reformismo constitucional, no tengo inconvenientes en proclamar que yo también soy partidario de tal revisión."
Junto a la elección del Poder Ejecutivo, se votaron los cargos de los senadores y diputados.

### Particularidades
Por primera vez en la historia del Uruguay, se habilitó el voto femenino en una elección a nivel nacional (con un antecedente local en el plebiscito de Cerro Chato de 1927).

### Consecuencias
Los festejos por el triunfo de Baldomir fueron opacados en las horas siguientes por un oscuro episodio denominado el “Motincito”, tendiente a no reconocer el resultado de las urnas. En la madrugada del 30 de marzo, de acuerdo con las versiones publicadas en El Plata, el Cuerpo de Infantería n. 4 se aprestaba a detener al recién electo presidente cuando éste, informado del hecho, se refugió en el Cuartel de Bomberos, desde donde se procedió a detener al jefe de Policía, coronel Marcelino Elgue. Este episodio, al que el gobierno trató de quitar trascendencia, nunca fue esclarecido. Se sabe que estuvieron involucrados altos jefes y oficiales del ejército disconformes con el resultado electoral y intervino Gabriel Terra personalmente.

## Candidatos
Ver la colección de hojas de votación en el sitio web de la Corte Electoral.
| Partido                                         | Partido                                          | Candidato |
| ----------------------------------------------- | ------------------------------------------------ | --- |
|                                                 | Partido Colorado                                 | Alfredo Baldomir - César Charlone (ganador) |
| Eduardo Blanco Acevedo - Eugenio Martínez Thedy | Partido Colorado                                 | |
|                                                 | Partido Nacional                                 | Juan José de Arteaga - Carmelo Cabrera |
|                                                 | Unión Cívica del Uruguay                         | Sólo postula candidatos al Parlamento, en listas encabezadas por Miguel Perea al Senado y Dardo Regules a Diputados.                                                |
|                                                 | Partido Comunista del Uruguay                    | Sólo postula candidatos al Parlamento, en lista encabezada por Eugenio Gómez                                                                                        |
|                                                 | Partido Socialista del Uruguay                   | Sólo postula candidatos al Parlamento, en lista encabezada por Emilio Frugoni.                                                                                      |
|                                                 | Partido Autóctono Negro                          | Sólo postula candidatos a diputados. Su líder era Salvador Betervide, quien fallece antes de la elección, siendo sustituido por Mario R. Méndez.                    |
|                                                 | Concentración Patriótica Cándida Díaz de Saravia | Este movimiento político, escindido del Partido Blanco, se presentó en algunos departamentos, postulando sólo candidatos a diputados y autoridades departamentales. |
|                                                 | Partido La Concordancia                          | Domingo Tortorelli - Aurelia Manrupe |
|                                                 | General Melchor Pacheco y Obes                   | Desgajamiento colorado que presentó sólo candidatos a diputados en algunos departamentos.                                                                           |
|                                                 | Partido Independiente Demócrata Feminista        | Presentó una lista a Diputados, integrada exclusivamente por mujeres; su titular era Sara Rey Álvarez.                                                              |

### Abstenciones
Se abstuvo de participar:
- Nacionalismo Independiente
- Batllismo (Partido Colorado)

### Fórmula ganadora
|                        |                            |
|                        |                            |
| Alfredo Baldomir       | César Charlone             |
| Candidato a Presidente | Candidato a Vicepresidente |
|                        |                            |

## Resultados

### Presidente y vicepresidente
| Partido político                                 | Lista | Fórmula presidencial                      | Votos obtenidos | Votos totales | Porcentaje |
| ------------------------------------------------ | ----- | ----------------------------------------- | --------------- | ------------- | ---------- |
| Partido Colorado                                 | 29    | Alfredo Baldomir - César Charlone         | 121.259         | 219.311       | 61,31 %    |
| Partido Colorado                                 | ?     | Eduardo Blanco Acevedo - Eugenio Martínez | 97.998          | 219.311       | 61,31 %    |
| Partido Nacional                                 | 60    | Juan José de Arteaga - Carmelo Cabrera    | 114.506         | 114.506       | 32,14 %    |
| Partido por las Libertades Públicas              | ?     | Emilio Frugoni - Ulises W. Riestra        | 16.901          | 16.901        | 4,73 %     |
| Concentración Patriótica Cándida Díaz de Saravia | ?     | Justo M. Alonso - Germán Roosen           | 6.487           | 6.487         | 1,82 %     |

### Senado
| Partido o lema           | Partido o lema      | Votos   | %     | Senadores Obtenidos |
| ------------------------ | ------------------- | ------- | ----- | ------------------- |
| Partido Colorado         | Para Servir al País | 121.259 | 33.52 | 9                   |
| Partido Colorado         | Viva Terra          | 98.049  | 27.09 | 6                   |
| Partido Colorado         | Total               | 219.375 | 60.61 | 15                  |
| Partido Nacional         | Herrerismo          | 114.571 | 31.66 | 15                  |
| Unión Cívica             | Unión Cívica        | 14.802  | 4.09  | 0                   |
| Partido Socialista       | Partido Socialista  | 13.175  | 3.64  | 0                   |
| Total                    | Total               | 361.923 | 100   | 30                  |
| Fuente: Instituto Factum |                     |         |       |                     |

### Cámara de Representantes
| Partido o lema                                   | Votos   | %     | Diputados Obtenidos |
| ------------------------------------------------ | ------- | ----- | ------------------- |
| Partido Colorado                                 | 219.362 | 58.37 | 63                  |
| Partido Nacional                                 | 114.564 | 30.49 | 30                  |
| Unión Cívica                                     | 14.802  | 3.94  | 2                   |
| Partido Socialista                               | 13.152  | 3.51  | 3                   |
| Concentración Patriótica Cándida Díaz de Saravia | 7.876   | 2.11  | 0                   |
| Partido Comunista del Uruguay                    | 5.736   | 1.53  | 1                   |
| Partido Independiente Demócrata Feminista        | 122     | 0.03  | 0                   |
| Partido Autóctono Negro                          | 87      | 0.01  | 0                   |
| Partido La Concordancia                          | 69      | 0.01  | 0                   |
| General Melchor Pacheco y Obes                   | 1       | 0     | 0                   |
| Total                                            | 361.923 | 100   | 99                  |
| Fuente: Instituto Factum                         |         |       |                     |